# Actophilornis
Genre
Actophilornis est un genre d'oiseaux qui comprend deux espèces de limicoles africains appartenant à la famille des Jacanidés.

## Liste des espèces
D'après la classification de référence (version 14.1, 2024)de l'Union internationale des ornithologues, il y a 2 espèces du genre Actophilornis (ordre philogénique) :
- Actophilornis africanus (Gmelin, JF, 1789)  – Jacana à poitrine dorée ;
- Actophilornis albinucha (Geoggroy Saint-Hilaire, I, 1832) – Jacana malgache.

## Répartition

habitat du Jacana à poitrine dorée
habitat du Jacana malgache